# Darvasi László
Darvasi László (álnevei: Szív Ernő, Eric Moussambani) (Törökszentmiklós, 1962. október 17. –) József Attila-díjas magyar pedagógus, költő, író, újságíró, szerkesztő.

## Életpályája
Szülei Darvasi László és Karakas Zsuzsanna. 1986-ban diplomázott Szegeden a Juhász Gyula Tanárképző Főiskola magyar-történelem szakán. 1986–1989 között Hódmezővásárhelyen és Szegeden általános iskolai pedagógusként dolgozott. 1989-től a Délmagyarország munkatársa, 1992–1993 között kulturális rovatvezetője volt. 1990–1998 között a szegedi Pompeji című folyóirat szerkesztője volt. 1993-ban az Élet és Irodalom főmunkatársa lett.
Több műve megjelent franciául, németül és hollandul.
Színházi bemutatkozása 1993. november 27-én volt a Debreceni Csokonai Színházban. A Vizsgálat a rózsák ügyében című darabot Pinczés István rendezte. Több művének ősbemutatója később is a cívis város színházában volt. Prózái közül többet is – A titokzatos világválogatott (Nemzeti Színház, 2008) vagy a Trapiti (Kolibri Színház, 2005) – színpadra alkalmaztak.
2011-ben a Digitális Irodalmi Akadémia tagjává választották, 2020-tól a Széchenyi Irodalmi és Művészeti Akadémia Irodalmi Osztályának tagja.
Gyermeke Darvasi Áron (1994).

## Művei
- Horger Antal Párizsban; Holnap, Bp., 1991
- A portugálok; JAK–Pesti Szalon, 1992 (JAK)
- A veinhageni rózsabokrok. Elbeszélések; Jelenkor, Pécs, 1993 (Élő irodalom sorozat)
- Szív Ernő: A vonal alatt; Délmagyarország, Szeged, 1994
- A Borgognoni-féle szomorúság (rövid történetek, 1994)
- Vizsgálat a rózsák ügyében (1994)
- A Kleofás-képregény. Históriák, legendák és képregények; Jelenkor, Pécs, 1995 (Élő irodalom sorozat)
- Szív Ernő: Hogyan csábítsuk el a könyvtáros kisasszonyt? Tárcák; Jelenkor, Pécs, 1997 (Élő irodalom sorozat)
- Szerelmem, Dumumba elvtársnő (magyar novellák); Jelenkor, Pécs, 1998
- A könnymutatványosok legendája (regény, 1999)
- Szerezni egy nőt (háborús novellák, 2000)
- A lojangi kutyavadászok (kínai novellák) Magvető, Budapest, 2002
- Trapiti avagy a nagy tökfőzelékháború (ifjúsági regény), Magvető, Budapest, 2002
- Szív Ernő: Összegyűjtött szerelmeim (dzsessznovellák, elbeszélések, tárcák), Magvető, Budapest, 2003
- Trapiti és a borzasztó nyúl. Szerelmes és bűnügyi gyermekregény; Magvető, Bp., 2004
- A világ legboldogabb zenekara. Válogatott novellák; vál.. szerk. Csuhai István; Magvető, Bp., 2005
- A titokzatos világválogatott. A labdarúgás története; Magvető, Bp., 2006
- Szabadság-hegy (dráma, 2006)[2]
- A könnymutatványosok legendája (második kiadás), Magvető, 2009
- Virágzabálók Magvető, 2009
- Pálcika ha elindul, akkor aztán zsupsz; Magvető, Bp., 2012
- Vándorló sírok, Magvető, 2012
- A zord Apa, avagy a Werner-lány hiteles története, Magvető, 2012
- A Háromemeletes mesekönyv (gyermekregény) Magvető, 2013
- Ez egy ilyen csúcs. A nagy Szív Ernő-füzet; Magvető, Bp., 2014
- Isten. Haza. Csal. (novellák) Magvető, 2015
- Wintermorgen. Gott, Heimat, Familie. Novellen (Isten, Haza, Csal); németre ford. Heinrich Eisterer; Suhrkamp, Berlin, 2016
- Taligás. Regény; Magvető, Bp., 2016
- Szív Ernő: Az irodalom ellenségei; Magvető, Bp., 2017
- Szív Ernőː Meghívás a Rienzi Mariska Szabadidő Klubba; Magvető, Bp., 2018
- Magyar sellő. Regény; Magvető, Bp., 2019
- Pálcika, a detektív. A nagy Gerbera-nyomozás; Magvető, Bp., 2020
- Bolond Helga és más színdarabok; Selinunte, Bp., 2021
- Az év légiutas-kísérője; Magvető, Bp., 2022
- Neandervölgyiek I-III; Magvető, Bp., 2024

## Színházi munkáiból
A Színházi adattárban regisztrált bemutatóinak száma: 19.
- Vizsgálat a rózsák ügyében
- Szív Ernő estéje
- Bolond Helga
- Argentína
- Störr kapitány
- A csend
- Trapiti
- Szabadság-hegy
- Bolond Helga – egy város, ahol szeretik a mazsolát
- Popeye
- Az utolsó tíz év – Bajor Gizi
- A titokzatos világválogatott (Az előadás szerkesztője és előadója: Huzella Péter)

## Díjai
- Móricz Zsigmond-ösztöndíj (1990)
- A Beszélő című lap különdíja (1992)
- Déry Tibor-díj (1993)
- Szinnyei Júlia-emlékdíj (1993)
- Év Könyve jutalom (1994)
- Szép Ernő-jutalom (1994)
- Alföld-díj (1996)
- Krúdy Gyula-díj (1996)
- József Attila-díj (1998)
- Pro Literatura díj (1998)
- Év Gyermekkönyve díj (2003)
- Szegedért emlékérem (2003)
- Brücke Berlin-díj (2004)
- Füst Milán-díj (2005)
- Magyar Köztársasági Érdemrend Lovagkeresztje (2005)
- Mészöly Miklós-díj (2006)[4]
- Tiszatáj-díj (2007)[5]
- Budapestért díj (2007)[6]
- Márai Sándor-díj (2008)
- Rotary irodalmi díj (2009)
- Magyar Köztársaság Babérkoszorúja díj (2009)
- Szeged Kultúrájáért díj (2010)
- Gundel művészeti díj (2010)
- Kassák Lajos irodalmi díj (2012)
- Az Év Gyermekkönyve-díj (2014)
- Artisjus irodalmi nagydíj (2023)[7]
- Kortárs Magyar Dráma-díj (2023)